# Thomisus bulani
Thomisus bulani är en spindelart som beskrevs av Benoy Krishna Tikader 1960. Thomisus bulani ingår i släktet Thomisus och familjen krabbspindlar. Inga underarter finns listade i Catalogue of Life.